# Manzanola (Colorado)
Manzanola es un pueblo ubicado en el condado de Otero en el estado estadounidense de Colorado. En el Censo de 2010 tenía una población de 434 habitantes y una densidad poblacional de 607,13 personas por km².

## Geografía
Manzanola se encuentra ubicado en las coordenadas 38°6′32″N 103°52′0″O / 38.10889, -103.86667. Según la Oficina del Censo de los Estados Unidos, Manzanola tiene una superficie total de 0.71 km², de la cual 0.71 km² corresponden a tierra firme y (0%) 0 km² es agua.

## Demografía
Según el censo de 2010, había 434 personas residiendo en Manzanola. La densidad de población era de 607,13 hab./km². De los 434 habitantes, Manzanola estaba compuesto por el 73.96% blancos, el 0.69% eran afroamericanos, el 2.07% eran amerindios, el 0.46% eran asiáticos, el 0% eran isleños del Pacífico, el 18.66% eran de otras razas y el 4.15% pertenecían a dos o más razas. Del total de la población el 46.08% eran hispanos o latinos de cualquier raza.